# 白山中学校事件
白山中学校事件（はくさんちゅうがっこうじけん）とは、1962年（昭和37年）9月21日から22日にかけ、名古屋市立白山中学校（愛知県名古屋市中区流川町）で起きた校内暴力事件。
白山中学校は校区に被差別部落を抱えており、部落出身の生徒たちに対する差別教育が事件の引き金となった旨が指摘されている。同種の事件として、前年（1961年）に発生した八尾中学校事件や、本事件と同じ1962年に神戸市立布引中学校・八幡市立男山中学校で発生した事件がある。

## 概要
1962年9月21日から9月22日にかけて、名古屋市立白山中学校の生徒9人が睡眠薬を服用した勢いで暴れる騒動が発生した。一連の事件を受け、愛知県警察（少年課・中警察署）が捜査を行った結果、19人の生徒が補導され、同年10月6日にはリーダー格の3年生7人（6人は14歳、1人は15歳）が名古屋家裁へ、2年生（13歳）1人が名古屋児童相談所へそれぞれ身柄送致された。非行の内訳は、暴力行為27件、暴行・傷害24件、恐喝（未遂含む）が20件、盗み3件、器物損壊2件で、被害者は81人（同校の教諭5人・生徒76人）にのぼった。当時の『中部日本新聞』の報道によれば、補導された非行少年たちは、授業中に同級生や下級生を校庭の隅や便所に呼び出し、「生意気だ」と言って殴ったり、金品を要求したり、校舎の窓ガラスを割ったりといった非行を行っていたほか、郊外でも下校途中の生徒をいじめたり、近くにある神社の境内を荒らしたりしていた。また、授業を妨害されても教諭たちは見て見ぬふりをしており、転校した生徒や、長期間休んだ生徒も2人いた。
同校は当時、生徒数1,200人だったが、うち220人が被差別部落である中区王子町（名古屋市立王子小学校校区）からの通学者であり、事件を起こした生徒たちは王子町の生徒たちだった。『解放新聞』は事件当時、白山中学校では部落外の進学希望者や成績良好者を優遇する一方、王子町の生徒たちを差別するような教育を行っており、それが部落出身である生徒たちの劣等感を強め、暴力事件の引き金になったことを指摘している。同事件を受け、部落解放同盟中央本部は同年10月1日 - 5日にかけ、現地にオルグを派遣し、真相調査と組織活動に取り組んだ。
当時同校の1年生で、後に名古屋女子大生誘拐殺人事件（1980年〈昭和55年〉12月2日発生）を起こした死刑囚・木村修治は、同和地区である中区塚越町の出身だったが、本人は王子小学校に在学していた当時、自分が同和地区出身であることを意識したことがなかったどころか、同和地区とは何たるかも知らず、この事件をきっかけに初めて自分が同和地区出身であることや、それが一般人からは差別の対象であったことを知ることになったという旨を、事件の裁判で提出した上告趣意書の中で述べている。